# Bucizza
Bucizza (kroatisch bućica) war ein Volumenmaß auf der Insel Brač (ital. Brazza) und ein von der Barill/Barilla abhängiges Maß.
- 1 Boccale = 6 Bucizza = 1,262 Maß (Wiener = 1,414724 l) = 1,78538 Liter
  - 1 Bucizza = 0,21 Maß (Wiener) = 0,2971 Liter

Die kurze Maßkette war
- 1 Barill (Venez.) = 36 Boccali = 216 Bucizza = 45,4375 Maß (Wiener) = 64,28 Liter